# آنتسوهیهی
آنتسوهیهی (به لاتین: Antsohihy) یک منطقهٔ مسکونی در ماداگاسکار است که در آنتسوهیهو واقع شده‌است. آنتسوهیهی ۲۰٫۶ کیلومتر مربع مساحت و ۳۸٬۲۵۳ نفر جمعیت دارد.